# Nanakusa

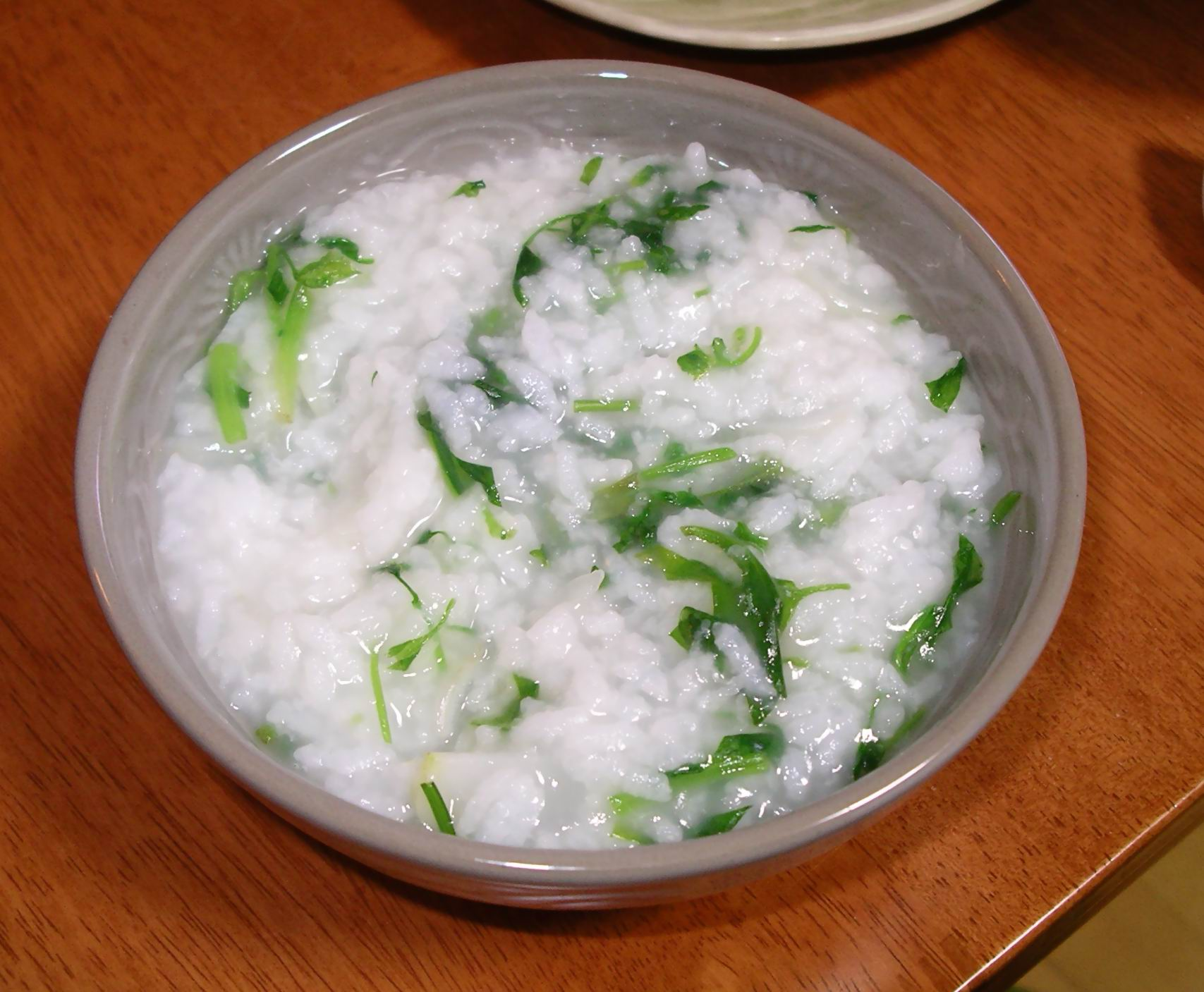
Reisschale mit den sieben Kräutern

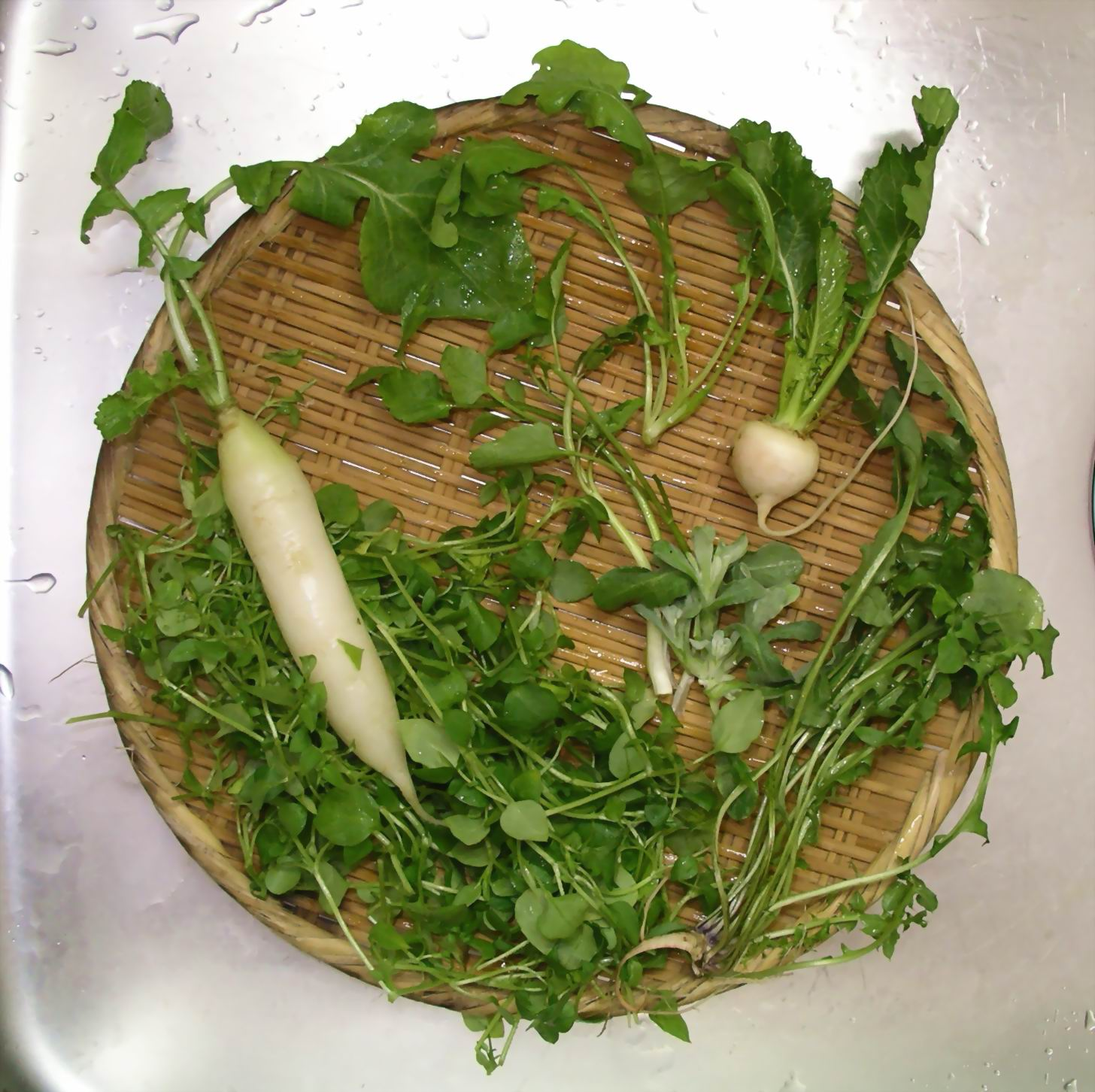
Die sieben Kräuter während der Vorbereitung auf dem Schneidbrett

Das Fest der Sieben Kräuter (jap. 七草の節句, Nanakusa no sekku, alternativ bekannt als Jinjitsu (人日) „Tag der Menschheit“) ist eines der traditionellen fünf jahreszeitlichen Feste (五節句 Gosekku) in Japan.
Die Bezeichnung Jinjitsu („Tag der Menschheit“) entspringt einem alten chinesischen Brauch, nach dem die ersten Tage jedes Mondmonates einem bestimmten Lebewesen zugeordnet waren, das man an diesem Tag nicht töten durfte. Die ersten 7 Tage des Monats waren der Tag des Huhnes, Hundes, Ebers, Schafes, der Kuh, des Pferdes und schließlich des Menschen. Somit wurden am siebenten Tag des Monates auch keine Verbrecher hingerichtet.
Der Zeitpunkt des Festes wurde in Japan während der Meiji-Zeit bei Einführung des Solarkalenders von dem beweglichen Tag 7 im Mondkalender auf den 7. Januar festgelegt.   
An diesem Tag besteht der traditionelle Brauch, Kayu (einen Reisbrei) mit sieben Kräutern (七草粥 nanakusa-gayu) zu essen. Die traditionellen Zutaten sind sieben essbare Wildkräuter, die im Frühjahr wachsen:
- Wasserfenchel (seri, Oenanthe javanica)
- Hirtentäschelkraut (nazuna, Capsella bursa-pastoris)
- Ruhrkraut (gogyo, Gnaphalium affine)
- Vogel-Sternmiere (hakobera, Stellaria media)
- Gemeiner Rainkohl (hotokenoza, Lapsana apogonoides)
- Speiserübe (suzuna, Brassica rapa)
- Daikon (suzushiro, Raphanus sativus)

Diese Kräuter werden jedoch je nach dem regionalen Vorkommen von Wildkräutern durch andere ersetzt.
Am Morgen des 7. Januar (oder am Vorabend) stellt man die Nanakusa, Shamoji (Reislöffel) und/oder Surikogi (Mörser) auf das Schneidebrett und deklamiert: „Bevor die Vögel des Kontinents nach Japan fliegen, lasst uns Nanakusa essen“ (auch hier gibt es verschiedene Varianten).
Der Brauch des Essens der 7 Kräuter besteht in Japan schon mindestens seit der Heian-Zeit. Er soll Langlebigkeit und Gesundheit sichern und stammt von einem alten chinesischen Brauch, der Unheil abwenden soll. Da es zu dieser Zeit des Jahres noch wenig Grün gibt, bringen die frischen Kräuter Farbe auf den Tisch und sie zu essen passt zum Geist des Neujahrs. Außerdem soll der Reis mit den Kräutern den oft noch vom Neujahrsfest vollen Mägen gut tun.
Als Gegenstück zu den Nanakusa gibt es die „7 Blüten des Herbstes“: 
- Hagi-Strauch (hagi, Lespedeza bicolor var. japonica),
- Chinaschilf (obana, Miscanthus sinensis),
- Kudzu (kuzu, Pueraria lobata)
- Prachtnelke (nadeshiko, Dianthus superbus var. longicalycinus),
- Goldbaldrian (ominaeshi, Patrinia scabiosaefolia),
- Wasserdost (fujibakama, Eupatorium fortunei) und
- Ballonblume (kikyō, Platycodon grandiflorum).

Diese sieben Herbstblumen sind schön anzusehen, ihre Einfachheit wurde sehr bewundert: sie sind klein und unscheinbar, aber sehr schön gefärbt. Sie werden bereits als typische Herbstblumen im Man’yōshū genannt. Ein besonderes Fest gibt es zu ihnen allerdings nicht.